# Deutschlandsberg (district)
Het politieke district Bezirk Deutschlandsberg ligt in het zuiden van de Oostenrijkse deelstaat Stiermarken, in het zuidoosten van Oostenrijk. Het grenst in het zuiden aan Slovenië. Het district heeft ongeveer 61.500 inwoners en bestaat uit een aantal gemeenten.

## Gemeenten
- Aibl
- Deutschlandsberg
- Eibiswald
- Frauental an der Laßnitz
- Freiland bei Deutschlandsberg
- Bad Gams
- Garanas
- Georgsberg
- Greisdorf
- Gressenberg
- Groß Sankt Florian
- Großradl
- Gundersdorf
- Hollenegg
- Kloster (Stiermarken)
- Lannach
- Limberg bei Wies
- Marhof
- Osterwitz
- Pitschgau
- Pölfing-Brunn
- Preding
- Rassach
- Sankt Josef (West-Stiermarken)
- Sankt Martin im Sulmtal
- Sankt Oswald ob Eibiswald
- Sankt Peter im Sulmtal
- Sankt Stefan ob Stainz
- Schwanberg
- Soboth
- Stainz
- Stainztal
- Stallhof
- Sulmeck-Greith
- Trahütten
- Unterbergla
- Wernersdorf
- Wettmannstätten
- Wielfresen
- Wies